# Hee
Hee er en landsby i Vestjylland med 489 indbyggere  (2024). Hee er beliggende nær Stadil Fjord syv kilometer nord for Ringkøbing, 36 kilometer sydvest for Holstebro og 50 kilometer vest for Herning. Byen hører til Ringkøbing-Skjern Kommune og er beliggende i Region Midtjylland.
Landsbyen hører til Hee Sogn og Hee Kirke ligger i byen. Hee Station er station på Den vestjyske længdebane.
Fiske og Familiepark West, det tidligere Sommerland Vest, ligger ved Hee.
Slægten Hee, som blandt andre tæller biskop Jørgen Hee (1714-1788), er opkaldt efter landsbyen Hee, hvorfra den oprindeligt stammer.
I.C. Christensen boede i mange år i Hee, og lod i 1907 et nyt hus opføre i holstensk stil. Her boede han frem til sin død i 1930. I.C. Chrsitensens hus i Hee rummer i dag en udstilling om politikerens liv og virke samt et lokalhistorisk arkiv for Hee. Udstillingen i huset er overvejende åbent i månederne juli og august. Frederik 8. og hans dronning Louise besøgte konseilspræsidenten og hans hustru i Hee d. 2. august 1908.